# Бэйли, Гленда
Дама Гленда Эдриенн Бэйли (англ. Glenda Adrianne Bailey; род. 16 ноября 1956, Дербишир, Англия) — главный редактор американского издания журнала Harper’s Bazaar и дама-командор ордена Британской Империи. Согласно рейтингу американского журнала Forbes, в 2009 году она являлась шестым самым влиятельным редактором моды в мире.

## Биография
Гленда Бэйли родилась 16 ноября 1956 года в Дербишире, Англия. Она с отличием закончила Кингстонский университет и получила степень бакалавра искусств.

## Карьера
В 1983 года Бэйли выступила продюсером модной коллекции Guisi Slaverio в Милане. С середины 1980-х годов сотрудничала с журналами мод, а с 1986 года являлась редактором английского журнала Honey. Также возглавляла редакцию английского глянцевого журнала FOLIO до середины 1990-х годов.
С 1996 по 1998 год являлась главным редактором американской версии журнала Marie Claire, а с 1998 года возглавила английскую версию этого журнала. Английский Marie Claire был удостоен многочисленных престижных наград в области журналистики, включая три награды «Лучший редактор года» (Editor of the Year Award), пять наград за «Лучший журнал года» (Magazine of the Year Award) и две награды «Международной амнистии» (Amnesty International Award).
В 2008 году за заслуги в области журналистики и культуры Бэйли была награждена рыцарским Орденом Британской Империи.

## Личная жизнь
Гленда Бэйли более тридцати лет состоит в гражданском браке с английским художником Стивеном Самнером, чья персональная выставка прошла в Московском музее современного искусства в 2006 году. Они не имеют детей и живут в Манхэттене.